# Edme Mariotte
Edme Mariotte (ca. 1620 – 12. maj 1684) var en fransk fysiker som genfandt Boyles lov efter Robert Boyle, der fandt den i 1660. 
Denne lov ser således ud:
p1V1= p2V2 (fast temperatur)
| Fysik | Spire Denne artikel om fysik er en spire som bør udbygges. Du er velkommen til at hjælpe Wikipedia ved at udvide den. |